# Iwan Lichaczow (polityk)
Iwan Aleksiejewicz Lichaczow (ros. Ива́н Алексе́евич Лихачёв, ur. 3 czerwca?/15 czerwca 1896 we wsi Oziercy w obwodzie tulskim, zm. 24 czerwca 1956 w Moskwie) – radziecki polityk, członek KC WKP(b) (1939–1952), ludowy komisarz budowy maszyn średnich ZSRR (1939–1940), minister transportu samochodowego i dróg szosowych ZSRR (1953–1956).

## Życiorys
Od 1908 uczeń ślusarza, od 1911 ślusarz w fabryce w Petersburgu, w latach 1915–1917 służył we Flocie Bałtyckiej, od czerwca 1917 członek partii bolszewickiej SDPRR(b). Podczas rewolucji październikowej 1917 organizował oddziały Czerwonej Gwardii w Helsinkach, od grudnia 1917 funkcjonariusz Czeki, później dowódca oddziałów specjalnego przeznaczenia, 1921–1926 zarządzający sprawami moskiewskiego gubernialnego związku zawodowego, równocześnie do 1925 studiował w Moskiewskim Instytucie Elektromechanicznym. 1926-1939 dyrektor moskiewskiej fabryki samochodów, od 5 lutego 1939 do 2 października 1940 ludowy komisarz budowy maszyn średnich ZSRR, od października 1940 do kwietnia 1950 ponownie dyrektor moskiewskiej fabryki samochodów (im. Stalina), od kwietnia 1950 do sierpnia 1953 dyrektor moskiewskiej fabryki inżynieryjnej. Od 26 sierpnia 1953 do 31 maja 1956 minister transportu samochodowego i dróg szosowych ZSRR.
Członek Centralnego Komitetu Wykonawczego 7 kadencji. Deputowany do Rady Najwyższej ZSRR od 1 do 5 kadencji. Od 21 marca 1939 do 20 lutego 1941 członek KC WKP(b), od 25 lutego 1956 zastępca członka KC KPZR. Pochowany na Cmentarzu przy Murze Kremlowskim.

## Odznaczenia i nagrody
- Order Lenina (pięciokrotnie)
- Order Wojny Ojczyźnianej I klasy
- Order Czerwonego Sztandaru Pracy (dwukrotnie)
- Nagroda Stalinowska (1949)